# Ischa (Gebet)

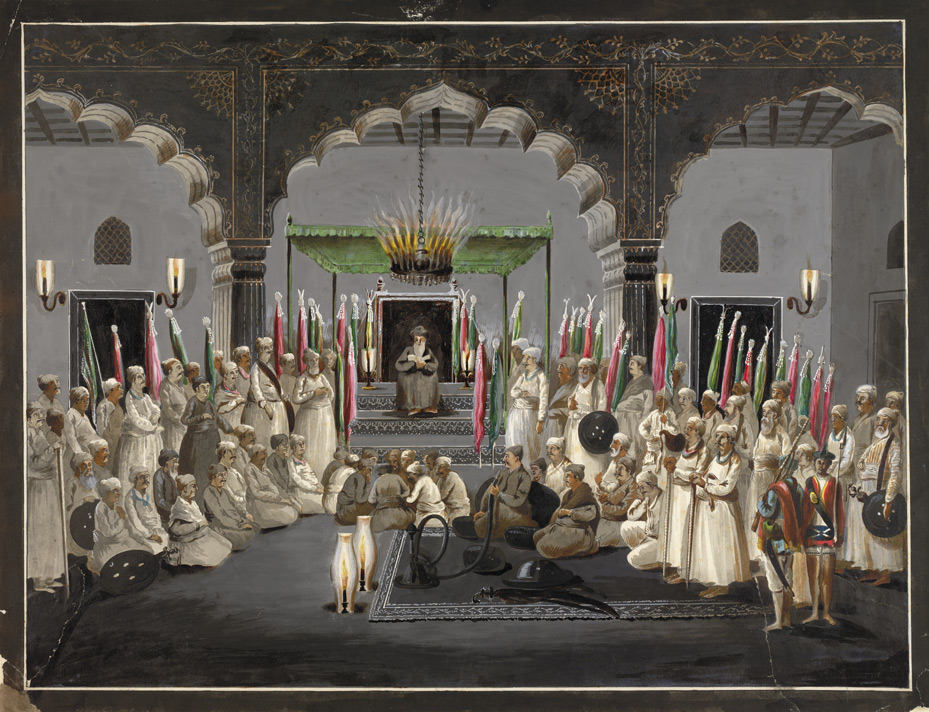
Ein Imam verliest Verse aus dem Koran nach dem Ischagebet im Mogulreich

Ischa, ʿIschā' oder Ischa-Gebet bzw. Ischagebet (arabisch صلاة العشاء ṣalāt al-ʿišāʾ) ist eines der fünf obligatorischen Gebete im Islam.
Es ist das fünfte und letzte Gebet des Tages und findet in der ersten Hälfte der Nacht statt.

## Gebetszeit
Die Zeit des Ischagebets beginnt mit Ende der Abenddämmerung, wenn das letzte Tageslicht verloschen ist. Die Gebetszeit endet laut Hassan Peter Klein mit Beginn der Morgendämmerung oder laut Abd al-Aziz ibn Baz mit Beginn der islamischen Mitternacht. Es sei jedoch zu bevorzugen, das Gebet während des ersten Drittels oder der ersten Hälfte der Nacht zu vollziehen. Die verschiedenen Rechtsschulen setzen den Beginn der Nacht verschieden fest, so dass es zu einer leicht unterschiedlich langen Zeitspanne zur Verrichtung des Gebets kommt.
Während des Sommers ist es – da die Zeit für das Gebet sehr spät beginnt – gemäß Mohammed Joharies erlaubt, das Ischa-Gebet direkt nach dem Maghrib-Gebet zu verrichten.

## Zusammensetzung
Das Ischagebet setzt sich zusammen aus vier Rakah Sunna, anschließend vier Rakah Fard, gefolgt von zwei Rakah Sunna, anschließend drei Rakah Wadschib, und wird beendet mit einer ungeraden Zahl an Rakah als Witrgebet. Wenn aus irgendeinem Grund die Sunna-Rakah nicht verrichtet werden, entfallen diese, aber die vier Fard sind obligatorisch und müssen verrichtet werden. Auf Reisen entfällt das Sunna-Gebet vor und nach dem Ischa-Gebet, und somit sind insgesamt nur vier Rakah zu verrichten. Außerdem gibt es noch die Möglichkeit, auf einer längeren Reise das Ischagebet um die Hälfte, also auf zwei Rakah, zu kürzen – ebenso wie das Zuhrgebet und das ʿAsrgebet.

## Besonderheiten
Im Ramadan findet im Anschluss an das gemeinsam verrichtete Ischagebet in den meisten Moscheen das Tarāwīhgebet statt. Das ungerade Witrgebet wird als Abschluss gebetet.